# 橫濱Dreamland
橫濱Dreamland（日语： yokohama dorīmurando）是日本一個已經關閉的遊樂園，位於神奈川縣橫濱市戶塚區俣野町沖原700號。遊樂園於1964年由日本Dream開發公司建設並開業。1965年，Dreamland開設了帝國酒店，這是一間高層酒店。1966年，Dreamland單軌列車開通，聯絡火車站與遊樂園，但線路於1967年停止運營。該遊樂園計劃成為東京郊區的一個主要休閒公園，但由於遊客數量較少，進而產生財政困難，遊樂園於2002年關閉。遊樂園與奈良Dreamland屬姊妹樂園，後者於2006年關閉。